# 娶神主牌仔
娶神主牌仔，或稱娶神主、娶神主牌、娶香煙，是臺灣冥婚的一種，為陽間男性娶陰間女性。

## 源由
臺灣漢族早期的人家若未婚的女兒去世，僅草草埋葬，就將其神位另擺在屋中僻處，以防別人的發現。臺灣人將未婚即亡的女鬼稱為「孤娘」。因在臺灣漢族傳統父系社會未嫁女性不得奉祀於祠堂，認為若無香火祭拜會變成厲鬼，所以遺族多會將其骨灰送至姑娘廟，或是以冥婚方式嫁給活著的男性。嫁孤娘的習俗在閩南裔常見，後來客家裔逐漸流行此俗，但不若閩人之盛。
臺灣舊日社會的孤娘也有適婚年齡，去世時已達當時適婚年齡即十四歲以上，可直接完成婚禮；未到結婚年齡而死的；必須等到達到十四冥歲才能結婚。中国大陆南方的冥婚習俗也有陽間男性人娶夭逝的陰間女性，但與臺灣漢人社會舉行的時間略有差異，前者多在入葬前，如福建省福州市與浙江省安吉縣、孝豐縣一帶的風俗要替夭逝女兒找到冥婚夫之後才能入殮，臺灣大多是在早夭女兒亡故多年後才舉行。

## 緣起
當孤娘的遺族家中經常不平安、運途乖舛、或久病不癒，有些會因孤魂信仰歸咎是家族的孤娘想要討嫁、討嗣而作崇。遺族將她的生辰八字、鈔票、冥紙等物品，甚至是孤娘的頭髮、指甲等置於紅包袋內並放在道路上，然後遺族會躲在一旁等候年輕男性撿拾。一旦有年輕男子撿拾，便立刻出來喚其為「姐夫」、「姨丈」、或「姑丈」等，強迫男方迎娶。因此臺灣人長輩常告誡年輕男性在路邊不要亂撿東西。
如《臺灣風土志》所載：「在台南，凡女子成年未訂婚約而死亡的，父母以其無後嗣供奉，乃用紅紙條書明其生死年月日時，附現款四元、六元、十二元，或二十四元不等，包封妥當，遺置道旁，有人拾得的，即須迎娶其神主牌以承祀之，否則必有不祥之兆。」若撿到冥婚紅包的不是年輕男子，而是小孩、老人等，多半只好再丟一包。此行為在現代化的臺灣依舊可見到，如2008年有報導嘉義縣一名陳姓男子三十多年來就因為在路上三次撿到冥婚紅包，因此娶了三位冥妻。2015年，緯來電影台自製電影《把我娶回家》為夏克立扮演的外國人撿到冥婚紅包的故事。
男方娶孤娘成為鬼新娘也有其他原因，如被女鬼討嫁；因雙妻命被算命者、妻子等建議娶孤娘來化解；妻子想要自己早夭的姐妹能得到祭祀而勸丈夫娶孤娘，成為另類的妻姊妹婚；小孩很難帶，神明「表示」要娶孤娘等等。
孤娘遺族選擇的對象大多是有妻室的男性，也不在乎「重婚」，甚至要求「重婚」，因為有妻室的男人通常會有小孩，過繼給孤娘，使她有合法的子嗣，可受祭拜。
也有日後與冥妻離婚的例子，但不多。

## 議婚
宜蘭人們會將欲迎娶孤娘的男方八字，在女方的骨灰前擲筊，若得到聖筊，再將女方資料寫在紅紙上，包括姓名、住址、生辰八字，拿去男方祖先牌位前擲筊詢問，請求先人答應。男方先祖答應，便由男方決定迎娶的日子。冥婚所有的花費多由女方家人負擔，還給予嫁妝，之前沒有先建造好墳墓的娘家，必須給男方一些「香爐下」來補貼男方建造墓地的費用。
臺灣客家人的習俗，男方接受者可拿到女方遺族送的嫁妝金錢，甚至土地，若男子未婚還可用這筆錢另娶活人為妻，稱為「賣骨婚姻」。

## 訂婚
在宜蘭，新郎和媒婆一同前往女方家，由鬼新娘的晚輩請新郎出轎，接著媒婆及新郎帶著女方家長決定盒數的喜餅及熟牲禮，並由媒婆代表新郎將戒指放在女方骨灰前面，由媒婆或女方家長告知祖先。之後再燒金紙及放鞭炮，鞭炮不像活人成婚時，使用連炮，只能用小炮，因為象徵娶一位冥妻就好。女方祭祖後將喜餅及牲禮給男方拿回去祭拜自己的祖先。

## 迎娶
迎娶冥妻的時辰多選擇在凌晨3時、4時，或傍晚的18時或19時，有的則選擇破曉之刻，如清晨5時、6時，少有像一般正常婚禮在有太陽的白天舉行。
過去南臺灣的冥妻象徵，除用神主牌，還用表情露齒而笑的紙糊人，並如同入殮時規定喪衣要單數層，紙人也穿三層衣服。在過去，新娘喜轎要用黑色，而不是紅色；新郎要戴黑手套，而非白手套。美國人類學家焦大衛表示這各種相異處都暗示著新娘是死的，並具有「侵略性」和「隱含危險」。
宜蘭一帶是用骨灰代表冥妻，喚為「香煙」，並在冥婚忌說「娶神主牌」，要說「娶香煙」。嫁娶前先將安放冥妻之骨灰的銅罐，更換成香爐，等祭拜物品燒成灰燼後，用刈金舀一些灰燼起來放在香爐中，舊的銅罐放水流，接著準備整套衣服、襪子、鞋子、花粉等用品。
宜蘭人還會為鬼新娘作沐浴，是將該香爐放在浴室，準備一盆裝一半熱水、一半冷水的「陰陽水」的新水盆，同時在水盆中放入一張符咒（或淨符），另外還需放入龍眼木樹枝一枝、熟鴨蛋及熟雞蛋各一顆，再用新的毛巾擦拭香爐外圍。
男方與媒人攜帶禮物到達女方遺族的住處，先向女方祖先禮拜，後在該女神主牌案前，燒香禮拜，告訴婚娶之大事，神主牌以紅巾蓋著，拜完後，由岳父母將神主牌交給新郎，新郎雙手抱住神主牌向其父母別拜別，後將神主牌放在米斗內，一同往男家。在路上新郎手持線香，在過橋時要喊三聲鬼新娘的名字，並告訴她現在要過橋走路要小心，到夫家附近亦要喊叫其名，告訴她，夫家已到。

## 拜堂
到了夫家，新郎將米斗抱至新郎家的祖先供桌，再交由擇日師進行合爐。若新郎已有妻室，鬼新娘就接受其活妻的禮拜。活妻踏在椅子上拜，說：「腳踏椅，小妹拜大姐」，因此鬼新娘成為正房，活妻成為偏房，共侍一夫。拜鬼新娘用七枝香，類同臺灣早期拜祖先用七枝、九枝、十一枝香，代表鬼新娘已是是死去的一家人。當晚，神主牌迎入新房，先將其神主牌安置於洞房或新床三天，三天之後再併入夫家的祖先，成為男家的祖妣。若男方本來就有男孩子，則過繼給鬼新娘，永享男家之奉祀。在宜蘭一帶，則還要寫過房書，並指定給鬼新娘為子，寫完後將從米斗將整套衣服、飾品、鞋子放至新娘房，再將衣服放在床上、鞋子則擺在床底下。

## 洞房
晚上多不宴請賓客，但當天家裡吃飯時，必須在新郎的一邊空出一個位置及擺著一副碗筷給鬼新娘。
散席後，媒人即將米斗旁的衣裳等物解下，拿到房中床上鋪陳像人睡臥一樣，房門外擺著皮鞋、新木履，使鬼新娘儼然進入房睡臥一樣，自此連續三夜。倘新郎原有妻室，應暫時迴避到其他房間睡覺，由新郎獨自陪著鬼新娘睡覺。人們迷信鬼新娘與新郎會有洞房發生，因陰盛陽衰，新郎第二天總是筋疲力竭。

## 歸寧
在宜蘭，歸寧日由鬼新娘的家屬通知新郎及活妻回來娘家作客，活妻穿著擺放在床上的一整套衣服代替鬼妻修省回娘家，並準備禮物帶回冥妻家，而後者也準備禮物回送掛頸錢給活妻一家。

## 參閱
- 嫁神主牌：女性嫁已去世男性為妻
- 《鬼出嫁》：1990年台灣電影
- 《屍憶》：2015年台灣電影